# Paramuricea hyalina
Paramuricea hyalina is een zachte koraalsoort uit de familie Plexauridae. De koraalsoort komt uit het geslacht Paramuricea. Paramuricea hyalina werd in 1919 voor het eerst wetenschappelijk beschreven door Kükenthal. 